# Élection présidentielle américaine de 1964 en Alabama
 (octobre 2024).
L'élection présidentielle américaine de 1964 en Alabama a eu lieu le 3 novembre 1964.
Le corps électoral de l'Alabama a envoyé dix grands électeurs au collège électoral des États-Unis pour qu'ils votent pour le président et le vice-président.
Le vainqueur de l'État est Barry Goldwater, une première pour un candidat présidentiel républicain depuis Ulysses S. Grant en 1872. Lyndon B. Johnson n'était même pas présent sur les bulletins de vote de l'État à la suite d'une fronde du parti démocrate local,.

## Contexte

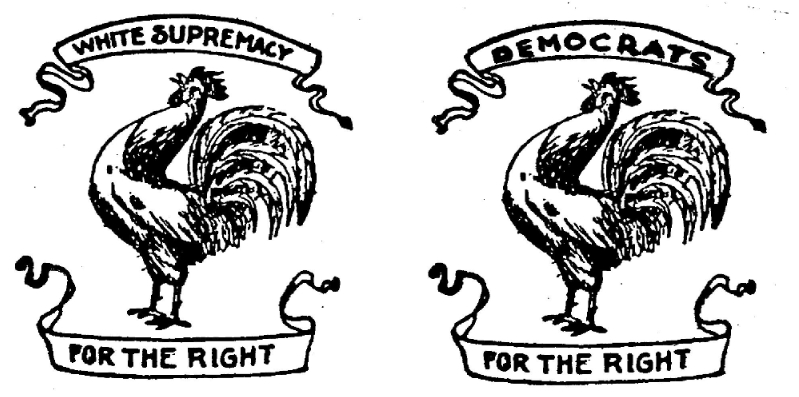
Jusqu'en 1966, le logo du parti démocrate de l'Alabama comportait la devise « White supremacy, for the right » (« Suprématie blanche, pour ce qui est juste »),.

L'Alabama fut un État clé dans le mouvement des droits civiques au cours des années 1960 et, depuis les années 1950, le mouvement avait mis la pression sur les deux partis politiques pour mettre un terme à la ségrégation.
Le soutien à la ségrégation raciale était particulièrement fort parmi les électeurs de l'État, qui étaient majoritairement blancs.
L'État avait été pro-démocrate depuis la guerre de Sécession et l'élection présidentielle américaine de 1872, mais en raison du Civil Rights Act de 1964 mettant fin à la ségrégation, peu d'hommes politiques d'Alabama soutenaient le duo Johnson-Humphrey à la présidence.
Le gouverneur de l'Alabama George Wallace était fortement opposé au Civil Rights Act de 1964, qui était considéré comme une atteinte aux droits des États,.
Cette idée était partagée par Barry Goldwater qui, bien qu'opposé à la ségrégation, était hostile à cette loi qu'il considérait comme une menace « pour notre grand système de gouvernement [qui entraînerait la] perte de nos libertés données par Dieu ».

## Primaires démocrates
Refusant d'obéir aux consignes données par le parti démocrate, George Wallace se présente en mai 1964 comme candidat aux primaires démocrates présidentielles américaines, qu'il remporte avec 34 % des voix, en compagnie de  38 délégués,, dont 10 en Alabama.
Sous la direction de Wallace, le Parti démocrate de l'Alabama place cette liste de grands électeurs libres sur le bulletin de vote, ce qui voulait dire que Johnson ne serait pas sur les bulletins de votes en Alabama cette année,,,,.
Wallace revient sur sa décision et se retire de l'élection en juillet — faisant de ses délégués des grands électeurs libres (en) — après la victoire de Barry Goldwater aux primaires républicaines. Il était attendu que cette liste — la seule option pour les démocrates en Alabama, Lyndon B. Johnson n'étant pas présent sur les bulletins démocrates — s'engage à voter pour Wallace lui-même, mais il les a libérés de cet engagement s’ils étaient élus.

## Campagne
En se retirant, Wallace laisse le choix aux électeurs de l'Alabama entre ses 10 électeurs libres et le candidat républicain. Ce faisant, il est considéré comme étant celui qui a le plus aidé Goldwater à gagner les élections. Goldwater gagna beaucoup de supporters parmi les ségrégationnistes sudistes en votant contre le Civil Rights Act de 1964, étant personnellement opposé à la régulation d'entreprises privées qu'impliquerait ce texte,,,.
Une fois la campagne lancée, Wallace a soutenu le candidat républicain Barry Goldwater plutôt que la liste non engagée bien qu'il ait fait campagne pour les candidats démocrates aux postes d'État et locaux,,. En septembre, Wallace demanda à ces grands électeurs libres de laisser place à une liste de grands électeurs pro-Johnson afin de fournir un contraste plus fort pour la campagne locale de Goldwater, mais ceux-ci refusèrent.

## Sondages
Plusieurs sondages ont été effectués en amont de l'élection. Ils prédisent tous Barry Goldwater comme vainqueur. Le premier est publié le 2 août 1964 par The Boston Globe, suivi du journal The Wall Street Journal le 19 septembre. Quelques jours avant l'élection, The Christian Science Monitor (27 octobre), Los Angeles Times (29 octobre) et Los Angeles Times (1er novembre) prévoient également la victoire de Goldwater.

## Résultats
Goldwater reçut 77 % des votes des électeurs blancs de l'Alabama. À la date de l'élection présidentielle de 2020, ce fut la dernière fois que les comtés de Sumter, de Greene, de Wilcox, de Lowndes et de Bullock ont voté pour un candidat républicain, ainsi que la dernière fois que le comté de Macon n'a pas voté pour le candidat démocrate national.
Johnson fut le troisième président ayant gagné l'élection au niveau national à ne pas avoir été présent sur un bulletin de vote en Alabama après Abraham Lincoln en 1860 et Harry S. Truman en 1948.
L'Alabama utilisait le scrutin majoritaire plurinominal ; le nombre de voix obtenues par chaque candidat est le nombre le plus élevé obtenu par un membre de chaque liste.
| Candidat        | Candidat                     | Parti             | Premier tour    | Premier tour |
| Candidat        | Candidat                     | Parti             | Voix            | %            |
| --------------- | ---------------------------- | ----------------- | --------------- | ------------ |
|                 | Barry Goldwater              | Parti républicain | 479 085         | 69,45        |
|                 | Grands électeurs libres (en) | Parti démocrate   | 210 732         | 30,55        |
| Total des votes | Total des votes              | Total des votes   | Total des votes | 689,817      |